# Kila socken, Västmanland
Kila socken i Västmanland ingick i Övertjurbo härad, ingår sedan 1971 i Sala kommun och motsvarar från 2016 Kila distrikt.
Socknens areal är 127,25 kvadratkilometer, varav 124,93 land. År 2000 fanns här 950 invånare. En del av tätorten Sätra brunn, orten Broddbo samt kyrkbyn Kila kyrkby med sockenkyrkan Kila kyrka ligger i socknen. 

## Administrativ historik
Kila socken har medeltida ursprung. 
Vid kommunreformen 1862 övergick socknens ansvar för de kyrkliga frågorna till Kila församling och för de borgerliga frågorna till Kila landskommun. Landskommunen inkorporerades 1952 i Tärna landskommun som 1971 uppgick i Sala kommun. 1 januari 2025 uppgick församlingen i Kumla, Tärna och Kila församling.
1 januari 2016 inrättades distriktet Kila, med samma omfattning som församlingen hade 1999/2000. 
Socknen har tillhört fögderier, tingslag och domsagor enligt vad som beskrivs i artikeln Övertjurbo härad. De indelta soldaterna tillhörde Västmanlands regemente, Väsby kompani och Livregementets grenadjärkår, Östra Västmanlands kompani.

## Geografi
Kila socken ligger sydväst och väster om Sala kring Badelundaåsen och kring Kilaån i sydost. Socknen är en slättbygd vid Kilaån och är i övrigt en småkuperad sjörik skogsbygd till del öppen, till del skogbevuxen.
Riksväg 56 löper genom socknens södra del. Länsväg 256 (Sala-Salbohed) korsar socknens mellersta del. Längst i norr passerar riksväg 70 genom sockenområdet.
Största ort är Kila kyrkby. Fritidsbebyggelse förekommer bland annat i Ljömsebo vid Ljömsebosjön (73 m ö.h.). Östra delen av kurorten Sätra brunn ligger inom Kila socken. Bland övriga byar kan nämnas (från söder): Lånsta, Kivsta, Grällsta, Tullsta, Ringvalla, Gullvalla samt Jungfrubo. Östanbäcks kloster ligger strax norr om länsväg 256.

### Geografisk avgränsning
Socknens nordligaste punkt ligger i närheten av Sankta Elisabets källa. Här ligger ett "fyrsockenmöte" Kila-Sala-Möklinta-Västerfärnebo. Möklinta socken möter upp från nordost, men gränsar i övrigt inte mot Kila. Från "fyrsockenmötet" gränsar Kila socken i väster mot Västerfärnebo socken och i nordost och öster mot Sala socken. Gränsen mot Västerfärnebo är cirka tio kilometer lång och går söderut till Stävresjön (61,6 m ö.h.). I denna sjö ligger ett "tresockenmöte" Kila-Västerfärnebo-Fläckebo, varifrån gränsen mellan Kila och Fläckebo socken i sydväst sträcker sig cirka 10 kilometer söderut. Vid gården Bergåsa ligger "tresockenmötet" Kila-Fläckebo-Haraker. Gränsen till Harakers socken i Västerås kommun löper över halvannan kilometer mot sydost fram till västra delen av Solingsmyran, varifrån Romfartuna socken (Västerås kommun) avgränsar i söder.
Socknens sydligaste punkt ligger i Lillån cirka tre kilometer sydväst om Ransta. Sydpunkten är ett "tresockenmöte" Kila-Romfartuna-Kumla. Kila socken avgränsas därefter i sydost av Kumla socken och i öster av Sala socken. "Tresockenmötet" Kila-Kumla-Sala ligger cirka 3 kilometer nordost om Kila kyrka.

## Fornlämningar
Lösfynd och 13 boplatser från stenåldern är funna. Från järnåldern finns några gravar, främst inom två gravfält från vikingatiden. Inom socknen finns en runsten. Dessutom finns spår efter lågteknisk järnframställning.

## Namnet
Namnet (1312 Kilum) innehåller plural av kil, åsyftande något kilformigt i terrängen.

## Befolkningsutveckling
| Befolkningsutvecklingen i Kila socken, Västmanland 1750–1990                                            | Befolkningsutvecklingen i Kila socken, Västmanland 1750–1990 | Befolkningsutvecklingen i Kila socken, Västmanland 1750–1990 | Befolkningsutvecklingen i Kila socken, Västmanland 1750–1990 | Befolkningsutvecklingen i Kila socken, Västmanland 1750–1990 |
| --- | ------------------------------------------------------------ | ------------------------------------------------------------ | ------------------------------------------------------------ | ------------------------------------------------------------ |
| |                                                              |                                                              |                                                              |                                                              |
| År |                                                              |                                                              | Folkmängd                                                    |                                                              |
| 1750 | 1750                                                         |                                                              | 1 094                                                        |                                                              |
| 1760 | 1760                                                         |                                                              | 1 036                                                        |                                                              |
| 1769 | 1769                                                         |                                                              | 1 083                                                        |                                                              |
| 1780 | 1780                                                         |                                                              | 1 059                                                        |                                                              |
| 1790 | 1790                                                         |                                                              | 1 085                                                        |                                                              |
| 1800 | 1800                                                         |                                                              | 1 135                                                        |                                                              |
| 1810 | 1810                                                         |                                                              | 1 180                                                        |                                                              |
| 1820 | 1820                                                         |                                                              | 1 217                                                        |                                                              |
| 1830 | 1830                                                         |                                                              | 1 284                                                        |                                                              |
| 1840 | 1840                                                         |                                                              | 1 322                                                        |                                                              |
| 1850 | 1850                                                         |                                                              | 1 367                                                        |                                                              |
| 1860 | 1860                                                         |                                                              | 1 514                                                        |                                                              |
| 1870 | 1870                                                         |                                                              | 1 706                                                        |                                                              |
| 1880 | 1880                                                         |                                                              | 1 721                                                        |                                                              |
| 1890 | 1890                                                         |                                                              | 1 812                                                        |                                                              |
| 1900 | 1900                                                         |                                                              | 1 905                                                        |                                                              |
| 1910 | 1910                                                         |                                                              | 1 790                                                        |                                                              |
| 1920 | 1920                                                         |                                                              | 1 769                                                        |                                                              |
| 1930 | 1930                                                         |                                                              | 1 593                                                        |                                                              |
| 1940 | 1940                                                         |                                                              | 1 368                                                        |                                                              |
| 1950 | 1950                                                         |                                                              | 1 176                                                        |                                                              |
| 1960 | 1960                                                         |                                                              | 1 030                                                        |                                                              |
| 1970 | 1970                                                         |                                                              | 825                                                          |                                                              |
| 1980 | 1980                                                         |                                                              | 825                                                          |                                                              |
| 1990 | 1990                                                         |                                                              | 910                                                          |                                                              |
| Anm: Källor: Umeå universitet - Tabellverket 1749-1859, Demografiska databasen, CEDAR, Umeå universitet |                                                              |                                                              |                                                              |                                                              |